# Ancistrocerus unifasciatus
Ancistrocerus unifasciatus är en stekelart som först beskrevs av Henri Saussure 1853.  Ancistrocerus unifasciatus ingår i släktet murargetingar, och familjen Eumenidae. Utöver nominatformen finns också underarten A. u. seminole.